# فرودگاه لا پدررا
فرودگاه لا پِدرِرا (به انگلیسی: La Pedrera Airport) یک فرودگاه همگانی با کد یاتا LPD است که یک باند فرود آسفالت دارد و طول باند آن ۱۷۰۷ متر است. این فرودگاه در کشور کلمبیا قرار دارد .

## شرکت‌های هواپیمایی و مقصدهای پروازی
| شرکت‌های هواپیمایی | مقصدهای پروازی     |
| ----------------- | ------------------ |
| ساتنا             | آلفردو واسکوز کوبو |